# La Quiaca (kommunhuvudort i Argentina)
La Quiaca är en kommunhuvudort i Argentina.   Den ligger i provinsen Jujuy, i den norra delen av landet, 1 600 km norr om huvudstaden Buenos Aires. La Quiaca ligger 3 451 meter över havet och antalet invånare är 14 751.
Terrängen runt La Quiaca är huvudsakligen platt, men åt nordost är den kuperad. La Quiaca ligger nere i en dal.
Omgivningarna runt La Quiaca är i huvudsak ett öppet busklandskap. Runt La Quiaca är det mycket glesbefolkat, med 6 invånare per kvadratkilometer.